# 安薩橋
安薩橋（英語：Anzac Bridge），又名紐澳軍團橋， 是一條八車道斜張橋，跨過專時頓灣（Johnstons Bay），連接卑滿和忌獵孤洲。安薩橋位於澳洲新南威爾斯州悉尼中心商業區的西沿。這座橋樑和雪梨港灣大橋、雪梨跨城隧道構成了連接雪梨市中心和雪梨內西城、雪梨北郊的公路網。

## 歷史

### 格里布島橋
在安薩橋修建之前，約翰斯通灣上曾修建過兩座橋樑。第一座橋樑是作為將屠房移出雪梨市中心計劃的一部分修建，以在格里布島修建公共屠房。這座橋樑在1860年10月開始打樁。橋樑在1862年開通，是一座長318.6（1,045英尺5英寸），寬12米（40英尺）的木質梁橋。
第二座忌獵孤洲橋開通於1903年，是一座電動旋轉橋。在這座橋開通的前一年，雪梨達令港開通了新的皮爾蒙特橋，設計與其類似。這座橋樑由珀西·阿倫設計，他也是皮爾蒙特橋的設計者。但由於交通量的增加而出現了新建安薩橋的提議。現在格里布島橋仍然存在，但不開放通行。

### 安薩橋
安薩橋的斜拉索設計概念和最終方案由新南威爾斯公路和交通局負責，領導者是其首席橋樑工程師雷·韋奇伍德，施工由Baulderstone負責。這座橋樑在1995年12月3日通車，當時名為格里布島橋。
在1998年的國殤紀念日，這座橋改為現名，以紀念在第一次世界大戰中服役的紐澳軍團（縮寫為Anzacs）。該橋東塔的塔頂飄揚有澳洲國旗，西塔塔頂飄揚有紐西蘭國旗。在2000年的澳新軍團日，橋的西端設置了澳洲軍人的銅質紀念雕像。2008年4月27日，橋上添加了紐西蘭軍人的紀念雕像。

## 概要
安薩橋寬32.2米（105英尺8英寸），主跨長345米（1,132英尺），鋼筋混凝土質的橋塔高69米（226英尺），通過兩個斜拉索支撐橋面。斜拉索最初曾受到震動困擾，此後通過在斜拉索之間添加細索以解決問題。
安薩橋現在限速60每小時（37英里每小時）。2005年1月之前，其限速要求曾是70 km/h（43 mph）。

## 流行文化
安薩橋多次出現在電影和歌曲中。You Am I樂隊歌曲Purple Sneakers曾提到安薩橋。

## 外部連結
- Description and history (with construction photos) of the Anzac Bridge, Sydney （页面存档备份，存于）
- Road Traffic Authority Webcam （页面存档备份，存于）
- Dunn, Mark. . Dictionary of Sydney. 2008  [7 October 2015]. （原始内容存档于2020-12-01）. [CC-By-SA]

33°52′10″S 151°11′09″E / 33.869340°S 151.185780°E